# Petrichevich-Horváth Boldizsár
Széplaki Petrichevich-Horváth Boldizsár (Kolozsvár, 1714. július 4. – Vámosudvarhely, 1777. november 29.) erdélyi nagybirtokos, táblabíró, országgyűlési követ és királyi biztos. 1753-tól haláláig az unitárius egyház főgondnoka.

## Élete
Petrichevich-Horváth Boldizsár és Suky Klára gyermekeként született. Kissároson, Nyárádszentlászlón és Kolozsvárott tanult.
1734-től joggyakornok Warro Mihály prokurátor mellett. 1735-ben Kun Zsigmond,  1738-tól Máriaffy Dávid kolozsmegyei főispán szolgálatában állt. Később birtokain gazdálkodott. Volt Doboka, Küküllő és Torda megye hiteles táblabírája is.
Első felesége Vargyasi Daniel Judit, a második Enyedi Anna volt.

## Munkássága
1753-tól 1778-ig az unitárius Egyház főtanácsában 25 évig viselt főgondnoksága alatt az egyház és az iskolák ügyének intézésében fejtett ki hatalmas munkásságot. 1745-től naplót vezetett. Ebben megörökítette az 1725–1773-ig zajló eseményeket.